# Como, Western Australia
Como är en stadsdel i Perth i Australien. Den ligger i kommunen City of South Perth och delstaten Western Australia, nära centrala Perth. Antalet invånare är 12 425.